# 小組曲 (ドビュッシー)
『小組曲』（しょうくみきょく、Petite suite）は、クロード・ドビュッシー作曲のピアノ4手連弾のための組曲。後にアンリ・ビュッセルによって管弦楽曲に編曲されている。

## 作曲
1886年から1889年にかけてピアノ連弾曲として作曲され、1889年にドビュッシー自身を一方の奏者として初演が行われた。ただし、この時点での曲の評価は決して高いものではなかった。

## 編曲
その後、ドビュッシーの友人であったアンリ・ビュッセルの手により、管弦楽用の編曲がなされた（正確な時期は不明であるが、1907年頃とされる）。この編曲は、『牧神の午後への前奏曲』や『海』など同時期のドビュッシーの作品に見られる技法が取り入れられており、これによって『小組曲』は多くの人々に知れ渡ることとなった。

## 編成（管弦楽版）
| 木管   | 木管                                                | 金管   | 金管   | 打     | 打                                                          | 弦     | 弦     |
| ------ | --------------------------------------------------- | ------ | ------ | ------ | ----------------------------------------------------------- | ------ | ------ |
| Fl.    | 1、ピッコロ1                                        | Hr.    | 2      | Timp.  | 1                                                           | Vn.1   | 1      |
| Ob.    | 2(第3楽章のみ1)、イングリッシュホルン1(第3楽章のみ) | Trp.   | 2      | 他     | トライアングル,シンバル,サスペンデッド・シンバル,タンバリン | Vn.2   | 1      |
| Cl.    | 2                                                   | Trb.   |        | 他     | トライアングル,シンバル,サスペンデッド・シンバル,タンバリン | Va.    | 1      |
| Fg.    | 2                                                   | 他     |        | 他     | トライアングル,シンバル,サスペンデッド・シンバル,タンバリン | Vc.    | 1      |
| 他     |                                                     | 他     | Cb.    | 他     | トライアングル,シンバル,サスペンデッド・シンバル,タンバリン | 1      |        |
| その他 | その他                                              | ハープ | ハープ | ハープ | ハープ                                                      | ハープ | ハープ |

（金管楽器は基本的に弱音器を使用）
全体としては小規模な編成となっているが、打楽器が多いことが特筆される。

## 演奏時間
約12～14分。

## 楽章

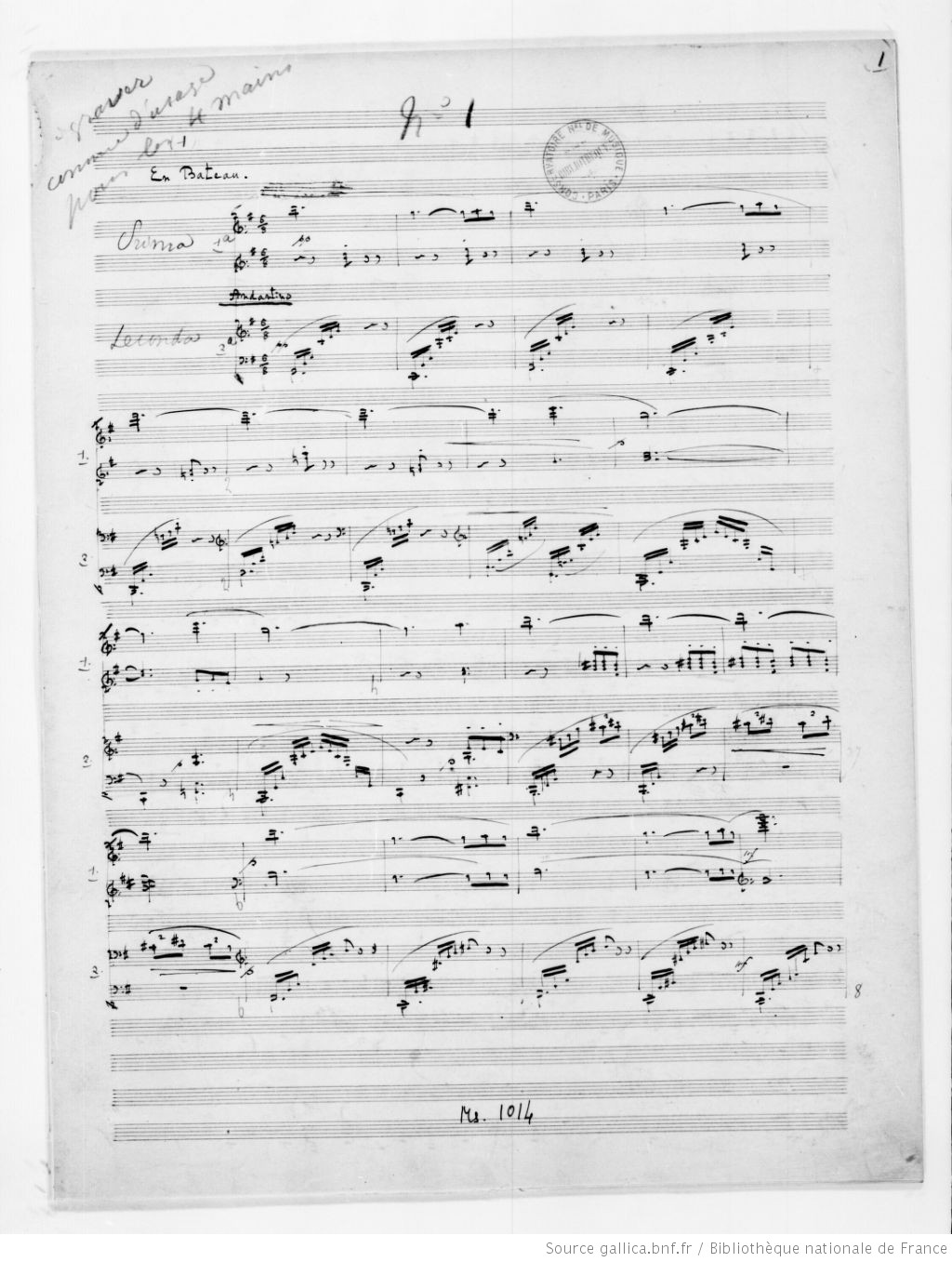
『小組曲』自筆譜…第1曲「小舟にて」1ページ目

全ての楽章において、主部と好対照を成す中間部を持つ三部形式 (A-B-A'-Coda) で書かれている。各楽章には副題が付されており、「印象主義」の萌芽も感じ取れる他、ポール・ヴェルレーヌの詩集「艶なる宴」からインスパイアされた部分もある。
1. 小舟にて En Bateau
Andantino、ト長調、6/8、演奏時間約3分40秒。ハープの分散和音に乗り、フルートのソロから始まる。途中に弦楽器やホルンなどによる躍動的なフレーズが登場するが、それらは再び最初の主題に回帰する。全体的に落ち着いた優雅な曲調である。
2. 行列 Cortège
Moderato、ホ長調、4/4、演奏時間約3分。木管楽器による躍動的な主部から始まりと、装飾と強弱のコントラストが特徴的な中間部（Scherzando）から成る。再現された主題はやや断片的で、最後は決然と終わる。
3. メヌエット Menuet
Moderato、ト長調、3/4、演奏時間約3分10秒。木管で提示された短い序奏の後、ルイ14世時代を思わせるシンプルなメヌエットの旋律がヴァイオリンによって奏でられる。中間部では木管のソロが多数登場する見せ場。1882年にテオドール・ド・バンヴィルの同名の「艶なる宴」のために作曲された歌曲の旋律がそのまま転用されている。なおこの楽章のみ、コーラングレの持ち替えがあるが、重要な役割を与えられている。
4. バレエ Ballet
Allegro giusto、ニ長調、2/4 - 3/8、演奏時間約3分20秒。全体として生き生きとした曲調で、途中から、ワルツの拍子とテンポになり、最後は色彩的な管弦楽で壮大な終わり方をする。教会的旋法や全音音階など、後の作風に通ずる部分も見え隠れしている。

印象主義独特の曖昧な雰囲気を持つ曲が多いドビュッシーの作品において、『小組曲』の各楽章はいずれも平易で理解しやすい作風が特徴で、近年ではイージーリスニング風に編曲されるなど、多くの人々に親しまれている。